# Dolmen de la Pierre Laye

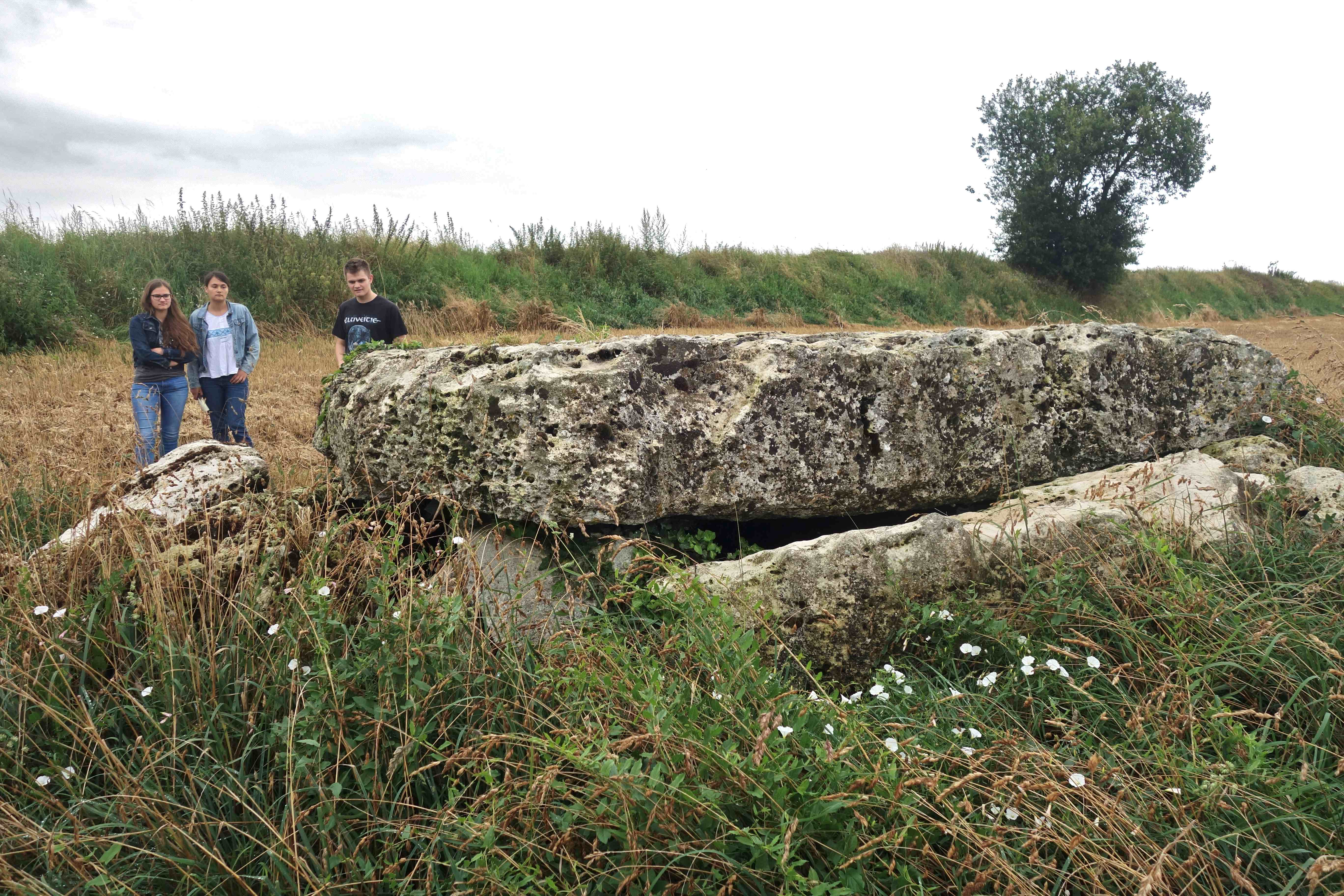
Dolmen de la Pierre Laye, 2016

El dolmen de la Pierre Laye es un dolmen que se encuentra en el municipio de Vauxrezis, en el departamento de Aisne, en Francia. Descubierto antes de 1841 por Nicolas-Claude-Joseph Godelle, el monumento fue clasificado como Monumento histórico de Francia en 1944.